# Åstjärnen (Gustafs socken, Dalarna)
Åstjärnen är en sjö i Säters kommun i Dalarna och ingår i Dalälvens huvudavrinningsområde.